# Chloronia mexicana
Chloronia mexicana är en insektsart som beskrevs av Hermann Stitz 1914. Chloronia mexicana ingår i släktet Chloronia och familjen Corydalidae. Inga underarter finns listade i Catalogue of Life.